# Znakové jazyky indiánů z Velkých plání
Znakové jazyky indiánů Velkých plání jsou různé manuálně kódované jazyky, které jsou nebo byly používány původními obyvateli, indiány z Velkých plání, ve Spojených státech amerických a v Kanadě. Nejznámější je Standardní znakový jazyk z plání, kontaktový jazyk (mezinárodní pomocný jazyk) používaný mezi těmito národy.

## Historie
Původnější znakové jazyky, které by předcházely znakovému jazyku z plání, pokud nějaké existovaly, nejsou známé, a to zejména z důvodu nedostatku psaných záznamů z té doby. První záznamy o kontaktu mezi Evropany a domorodými Američany z regionu Gulf Coast, nynějšího Texasu a severního Mexika, které pochází z doby příjezdu Evropanů do této oblasti, již obsahují poznámku o plně zformovaném znakovém jazyce, který je zde domorodci používán. Tyto záznamy obsahují zápisy cestovatele Cabezy de Vaca z roku 1527 a Coronada z orku 1541.
V důsledku několika různých faktorů, včetně masivního vylidňování a amerikanizace původních Američanů ze severní části země, množství uživatelů znakového jazyka z plání po příjezdu Evropanů velmi klesalo. V roce 1885 se odhadovalo, že uživatelů „sign-talking Indians“ bylo přes 110 000, a to na území Blackfoot, Cheyenne, Sioux, Kiowa and Arapaho. V 60. letech z tohoto čísla zbylo již jen malé procento. V současné době je uživatelů znakového jazyka z plání již jen hrstka.
William Philo Clark, který sloužil v armádě Spojených států na severních pláních během indiánských válek, byl autorem publikace Indiánský znakový jazyk, která byla poprvé vydána v roce 1885 (The Indian Sign Language with Brief Explanatory Notes of the Gestures Taught Deaf-Mutes in Our Institutions and a Description of Some of the Peculiar Laws, Customs, Myths, Superstitions, Ways of Living, Codes of Peace and War Signs). Je to komplexní lexikon znaků, který je doplněn vhledem do indiánské kultury a historie.

## Geografie
Užívání znakového jazyka bylo zdokumentováno napříč mluvčími nejméně 37 mluvených jazyků, a to z 12 jazykových rodin, kteří byli rozšířeni na území větším než 1 milion čtverečních mil (2,6 milionu čtverečních kilometrů). V nedávné historii byl vysoce rozvinutý mimo jiné mezi Crow, Cheyenne, Arapaho, a Kiowa, mezi prvními třemi zmíněnými, tedy Crow, Cheyenne, and Arapaho, zůstává i nadále silný.
Každý národ používá odlišný manuálně kódovaný jazyk, obdobně jako tomu bylo v domorodé Austrálii. Kromě toho, byl používán i tzv. „obchodní pidgin“, který ale nebyl nikdy více rozšířen, spíše se používal mezi „zcestovatelskou elitou“ - well-traveled elite. Tento kontaktový jazyk může být rozlišován jako Plains Sandart SL oproti rodovému názvu Plains Indian SL, z důvodu rozličných etnických forem. Tyto jmenované nebyly údajně používány samotnými neslyšícími, ti používali místo toho domácí znaky (angl. home signs).
Znakování začalo nejspíše na jihu, pravděpodobně v severním Mexiku nebo Texasu a rozšířilo se v nedávné době pouze do plání. Tento názor ale může být pouze artefakt evropského pozorování. Znakování, nebo přinejmenším kontaktové znakování, se rozšířilo do Sauk, Fox, Potawatomi, Cherokee, Chickasaw, Choctaw, and Caddo po jejich přesídlení do Oklahoma. Prostřednictvím Crow tento nahradil odlišný Plateau Sign Language mezi východní národy, které ho používaly - Coeur d’Alene, Sanpoil, Okanagan, Thompson, Lakes, Shuswap, and Coleville in British Columbia, se západními národy se zaměňuje za Chinok Jargon.
Jednotlivé národy rozděleny podle jazykových rodin jsou:
- Piman: Pima, Papago a severní Mexiko
- isolates of the Texas coast: Coahuilteco, Tonkawa, Karankawa, Atakapa
- Yuman: Maricopa
- Numic: Paiute, Ute, Comanche, Shoshone, Kiowa
- Tanoan: Taos Pueblo, Zuni Pueblo
- Caddoan: Wichita, Pawnee, Arikara
- Athabaskan: Apache (Mescalero, Lipan, Jicarilla, and Kiowa Apache), Sarcee, Beaver
- Algonquian: Blackfoot, Gros Ventre, Cheyenne, Arapaho, Cree, Ojibwa, Kutenai
- Siouan: Mandan, Crow, Hidatsa, Omaha, Osage, Assinibion, Ponca, Oto, Sioux (Teton, Yankton, Yanktonai, Santee)
- Sahaptian: Nez Perce, Sahaptin, Umatilla, Palus, Cayuse
- Salish: Kalispel, Coeur d’Alene, Flathead, Spokane, Sanpoil (shifted from the distinct Plateau Sign Language)

dalším národem, o kterém jsou zmínky je i z Wyandot v Ohiu

## Fonologie
Existují 4 základní parametry znaku v indiánském jazyku z plání: umístění ruky, její pohyb, tvar a orientace
1. umístění – zahrnuje prostorové umístění znaku. Znaky mohou měnit svůj význam právě na základě rozdílného umístění, například před obličejem oproti před tělem
2. pohyb – jedná se o způsob, kterým se při utváření znaku pohybují ruce. Například v PILS znaky ODPOLEDNE a POLEDNE představují minimální páry, které se utvářejí úplně shodně, s jediným rozdílem, kdy zůstává POLEDNE bez pohybu a ODPOLEDNE obsahuje obloukovitý pohyb, který začíná nad hlavou a pokračuje do strany
3. tvar ruky – jak vyplývá, každý znak obsahuje jistý tvar ruky. Právě pohyb ruky představuje klíčový parametr znaků. Například znaky ANO a JÁ VÍM se shodují ve všech parametrech kromě tvaru. Ve znaku ANO je ruka ve tvaru písmene J v PISL a ve znaku JÁ VÍM je ruka ve tvaru L.
4. orientace – konkrétně se jedná o orientaci dlaně. Jasně si to lze představit na příkladu z PISL při provedení znaku NAD a PŘIDAT. V obou znacích je levá ruka pasivní a představuje výchozí bod, od kterého se směrem vzhůru pohybuje pravá ruka. Oba znaky se opět hodují ve všech parametrech, mají tedy shodné umístění, tvar rukou i pohyb. Nicméně ve znaku NAD je nedominantní ruka dlaní dolů a ve znaku PŘIDAT je naopak dlané vzhůru.

uvádět se mohou ještě další parametry, jako například rysy obličeje (facial features), nicméně ty jejich funkce je spíše suprasegmentální a nejzásadnější parametry představují výše zmíněné 4.
Přestože parametry znaku jsou zde vyjmenovány jednotlivě pod sebou, ve skutečnosti se artikulují vždy najednou, jen tak lze vytvořit jednotlivý znak.
Tvar ruky
The Bureau of American Ethnology publikoval glossary znaků PISL, které ilustrovaly použité tvary rukou (zdroj 12). Jednotlivým tvarům ruky byla přiřazena písmena abecedy.
pěst, palec před prsty (A nebo B)
pěst, palec vedle prstů (C)
prsty sevřené, palec se dotýká prostředku ukazováčku (D)
prsty ohnuté, palec se dotýká špičky ukazováčku (E)
prsty ohnuté, palec vedle prstů (F)
prsty ohnuté, palec se dotýká špiček prstů (G)
prsty lehce ohnuté, palec vedle ukazováčku (H)
pěst, kromě ukazováčku, který je ohnutý a dotýká se špičky palce (I)
pěst, kromě ukazováčku, který je vytyčen (J,K nebo M)
pěst, kromě ukazováčku a palce, který se v posledním článku ohýbá do úhlu 90° a dotýká se ukazováčku (L)
pěst, kromě ukazováčku a prostředníčku, které jsou vytyčeny (N)
palec, ukazováček a prostředníček jsou vytyčené a oddělené ukazují nahoru, prsteníček a malíček jsou ohnuté (O)
všechny prsty jsou oddělené a ukazují nahoru, dlaň je ve tvaru mističky (cupped) (P a Q)
všechny prsty jsou úplně vytyčené a oddělené (R)
všechny prsty jsou úplně vytyčené a u sebe (S a T)
Fingers gathered to a point, palm cupped, with thumb in the middle (U)
prsty jsou lehce ohnuté, palec je vedle ukazováčku (V)
všechny prsty jsou vytyčené a uvolněné (Y)
Umístění
PISL používá níže uvedená umístění. Znaky se vyskytují nejčastěji v neutrálních prostorech zdroj 9).
levá strana vedle těla
pravá strana vedle těla
neutrální porstor (ve středu před tělem)
horní neutrální prostor
spodní neutrální prostor
pravý neutrální prostor
levý neutrální prostor
ústa
nos
brada zpředu
pod bradou
tvář
oči
pod nosem (nad ústy)
čelo
vrchol hlavy (attached to top of head)
strana hlavy (attached to head above ear)
head back (attached to back of head)
pravá strana hlavy (prostor u pravé strany hlavy)
levá strana hlavy (prostor u levé strany hlavy)
prostor před hlavou na levé straně
prostor před hlavou na pravé straně
nad hlavou
ucho (attached to head at ear)
vedle ucha (prostor vedle ucha)
zápěstí
vršek dlaně
spodek dlaně
levá strana ruky
pravá strana ruky
pod rukou
nad rukou
prsty
před obličejem (prostor před obličejem)
hruď
pravás tana hrudi
levá strana hrudi
koleno
předloktí
rameno
nohy
Orientace
Toto je výčet, kam může směřovat dlaň (zdroj 9)
nahoru
dolů
Non-dominant side
Dominant side
ke znakujícímu
od znakujícího
Pohyb
Níže vyjmenované pohyby se vyskytují v PILS. V určitých situacích mohou být pohyby opakované (zdroj 9).
statický (bez pohybu)
dolů
nahoru
dopředu
dozadu
k dominantní straně
k nedominantní straně